# Garry Brooke
Garry James Brooke, född 24 november 1960 i Bethnal Green i London, död 18 januari 2025, var en brittisk (engelsk) fotbollsspelare (mittfältare).
Brooke inledde sin karriär med Tottenham Hotspur. Han lånades 1980 ut till Gais i svenska division II, och blev intern skyttekung i klubben med sina 8 mål på 23 matcher när Gais så när gick upp i allsvenskan. Han återvände sedan till Tottenham, där han var med och vann FA-cupen 1980/1981 och 1981/1982 och Uefacupen 1983/1984. Därefter spelade han för Norwich City, nederländska Groningen, Wimbledon, Stoke City och Brentford innan han 1990 försvann ner i de lägre divisionerna.